# Jiří Hochmann
Jiří Hochmann (10 januari 1986) is een Tsjechisch voormalig wielrenner die zowel op de weg als op de baan actief was. In 2009 won hij, samen met Martin Bláha, een bronzen medaille op het wereldkampioenschap ploegkoers, in wonnen ze een zilveren medaille. Het duo won in 2010 een gouden medaille op het Europese kampioenschap. Zijn gehele professionele wielercarrière was hij actief bij ASC Dukla Praha

## Belangrijkste overwinningen

### Baan
2009
- Wereldkampioenschap ploegkoers, Elite (met Martin Bláha)

2010
- Europees kampioenschap ploegkoers, Elite (met Martin Bláha)

2011
- Wereldkampioenschap ploegkoers, Elite (met Martin Bláha)
- 1e etappe Szlakiem Grodòw Piastowskich

2012
- Europees kampioenschap ploegkoers, Elite (met Martin Bláha)

### Weg
2011
- 1e etappe Szlakiem Grodòw Piastowskich

2012
- 1e etappe Ronde van Zuid-Bohemen
- Eindklassement Ronde van Zuid-Bohemen

2013
- 1e etappe Ronde van China I
- 3e etappe Ronde van Fuzhou
- Puntenklassement Ronde van Fuzhou

Hochmann · Kabrhel · Kohout · Kraus · Pietrula · Rozehnal · Šmída · Spudil · Štibingr · Strupek · Vavrek